# Ross Bagley
Ross Elliot Bagley (Los Ángeles, 5 de diciembre de 1988) es un actor estadounidense que se hizo popular como un actor infantil a mediados de la década de 1990, es más conocido por su rol en The Fresh Prince of Bel-Air como Nicky. Bagley también apareció con la estrella Will Smith en 1996 en la película Independence Day y apareció como Our Gang chico Buckwheat Thomas en 1994 en la película The Little Rascals (Una pandilla de pillos). En 1995, proporcionó la voz de uno de los cachorros sheepdog en la exitosa película de Babe.
Actualmente asiste a Cal State Northridge.

## Filmografía
| Año       | Título                      | Personaje              | Notas                         |
| --------- | --------------------------- | ---------------------- | ----------------------------- |
| 1994      | The Little Rascals          | Buckwheat              |                               |
| 1994–1996 | The Fresh Prince of Bel-Air | Nicholas “Nicky” Banks | Television (48 episodios)     |
| 1995      | Babe                        | Puppy                  | Voz                           |
| 1996      | Ojo por ojo                 | Sean Kosinsky          |                               |
| 1996      | Dia de la Independencia     | Dylan Dubrow           |                               |
| 1996      | Profiler                    | Donny                  | Televisión, un episodio       |
| 1999      | Providence                  | Eldon                  | Televisión, un episodio       |
| 1999      | The Wild Thornberrys        | Hutu                   | Televisión, un episodio (voz) |
| 2004      | Judging Amy                 | Micah Benton           | Televisión, un episodio       |
| 2015      | Gnome Alone                 | Landon                 |                               |